# WTA Lugano
Das WTA Lugano (offiziell: Samsung Open) war ein Damen-Tennisturnier der WTA Tour, das in der Stadt Lugano ausgetragen wurde.
Nach einer längeren Pause stand ab 2018 wieder ein WTA-Turnier in Lugano im Kalender der WTA, das zuvor in Biel stattgefunden hatte.

## Siegerliste

### Einzel
| Jahr                                            | Siegerin                                      | Finalgegnerin                                 | Ergebnis                                      |
| ----------------------------------------------- | --------------------------------------------- | --------------------------------------------- | --------------------------------------------- |
| 1981                                            | Chris Evert-Lloyd                             | Virginia Ruzici                               | 6:1, 6:1                                      |
| 1982                                            | Chris Evert-Lloyd                             | Andrea Temesvári                              | 6:0, 6:3                                      |
| 1983                                            | nach dem Viertelfinal wegen Regens gestrichen | nach dem Viertelfinal wegen Regens gestrichen | nach dem Viertelfinal wegen Regens gestrichen |
| 1984                                            | Manuela Maleeva                               | Iva Budařová                                  | 6:1, 6:1                                      |
| 1985                                            | Bonnie Gadusek                                | Manuela Maleeva                               | 6:2, 6:2                                      |
| 1986                                            | Raffaella Reggi                               | Manuela Maleeva                               | 5:7, 6:3, 7:6                                 |
| 1987–2017 fand in Lugano kein WTA-Turnier statt |                                               |                                               |                                               |
| ↓ Kategorie: International ↓                    |                                               |                                               |                                               |
| 2018                                            | Elise Mertens                                 | Aryna Sabalenka                               | 7:5, 6:2                                      |
| 2019                                            | Polona Hercog                                 | Iga Świątek                                   | 6:3, 3:6, 6:3                                 |

### Doppel
| Jahr                                            | Siegerinnen                           | Finalgegnerinnen                        | Ergebnis         |
| ----------------------------------------------- | ------------------------------------- | --------------------------------------- | ---------------- |
| 1981                                            | Rosalyn Fairbank Tanya Harford        | Candy Reynolds Paula Smith              | 2:6, 6:1, 6:4    |
| 1982                                            | Candy Reynolds Paula Smith            | Joanne Russell Virginia Ruzici          | 6:2, 6:4         |
| 1983                                            | Christiane Jolissaint Marcella Mesker | Petra Delhees Pat Medrado               | 6:2, 3:6, 7:5    |
| 1984                                            | Christiane Jolissaint Marcella Mesker | Iva Budařová Marcela Skuherská          | 6:4, 6:3         |
| 1985                                            | Bonnie Gadusek Helena Suková          | Bettina Bunge Eva Pfaff                 | 6:2, 6:4         |
| 1986                                            | Elise Burgin Betsy Nagelsen           | Jenny Byrne Janine Thompson             | 6:2, 6:3         |
| 1987–2017 fand in Lugano kein WTA-Turnier statt |                                       |                                         |                  |
| ↓ Kategorie: International ↓                    |                                       |                                         |                  |
| 2018                                            | Kirsten Flipkens Elise Mertens        | Wera Lapko Aryna Sabalenka              | 6:1, 6:3         |
| 2019                                            | Sorana Cîrstea Andreea Mitu           | Weronika Kudermetowa Galina Woskobojewa | 1:6, 6:2, [10:8] |